# Blackstonia acuminata subsp. aestiva
Blackstonia acuminata subsp. aestiva é uma subespécie de planta com flor pertencente à família Gentianaceae. 
A autoridade científica da subespécie é (K. Malý) Zeltner, tendo sido publicada em Bull. Soc. Neuchâteloise Sci. Nat. 93: 34 (1970).

## Portugal
Trata-se de uma subespécie presente no território português, nomeadamente em Portugal Continental.
Em termos de naturalidade é nativa da região atrás indicada.

## Protecção
Não se encontra protegida por legislação portuguesa ou da Comunidade Europeia.